# Посев (микробиология)

Культура микобактерий на яичной среде Лёвенштейна-Йенсена

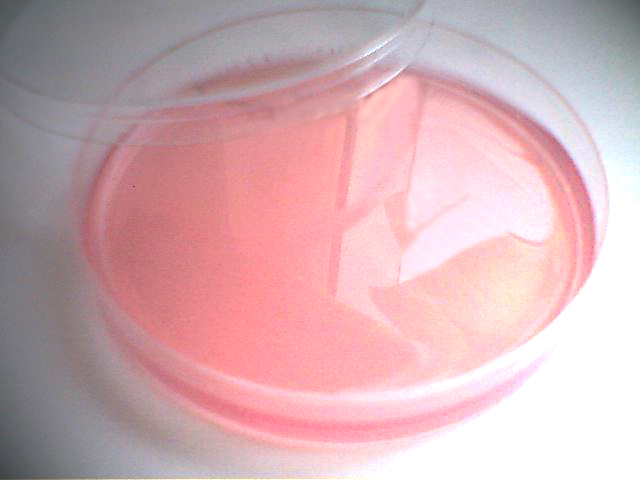
Среда Эндо для энтеробактерий

Посе́в (бакпосев — от бактериологический посев) — один из стационарных методов культивирования микроорганизмов на питательных средах, применяемый для культуральной диагностики в медицинской микробиологии, а также для исследования биохимических и биологических свойств в различных биотехнологических целях.
В зависимости от содержания исследуемых бактерий в образце, проводят посев на плотные питательные среды (для получения изолированных колоний и определения чистоты культуры). Если в исследуемом материале содержание микроорганизмов незначительное, то посев проводят на жидкие среды обогащения.
Различают различные методы посева.

## Питательные среды

### Простые
- мясо-пептонный бульон (МПБ) — жидкая среда
- мясо-пептонный агар (МПА) — плотная среда

### Специальные
Специальные методы характеризуются добавлением специфического компонента или заменой основы.
- казеиново-угольный агар
- сывороточный агар
- кровяной бульон
- яичная среда Лёвенштейна-Йенсена

### Элективные
Элективные методы характеризуются получением роста только интересующего микроорганизма.
- желточно-солевой агар (ЖСА) — для стафилококка
- пептонная вода (1 %, pH=8) — для холерного вибриона
- щелочной агар
- среда Мюллера — для сальмонелл
- селенитовая среда — для сальмонелл
- среда Лёффлера — эффективна для коринебактерий дифтерии

### Дифференциально-диагностические
Позволяют произвести идентификацию отдельных типов, видов и групп бактерий.
- среды Гисса («пёстрый ряд»)
- среда Сабуро — с добавлением антибиотика

## Техника посева

Посев пастеровской пипеткой в боксе биозащиты II класса на плотные среды

Для посевов применяют микробиологические петли, реже — иглы и шпатели. Чаще всего для культивирования используются пробирка и чашка Петри. Универсальным инструментом для засева культуры является бактериальная петля. Помимо неё, для посева уколом применяют специальную бактериальную иглу, а для посевов на чашках Петри — металлические или стеклянные шпатели. Для посевов жидких материалов наряду с петлёй используются градуированная и пастеровская пипетки.

### Посев на плотные питательные среды (в пробирке)
При посеве берут пробирку в левую руку, а правой, плотно обхватив пробку четвёртым и пятым пальцами, вынимают её. Удерживая другими пальцами той же руки петлю, сначала в горизонтальном, а потом в вертикальном положении её вносят в открытое пламя и прожигают до красного каления. Остывшей петлёй набирают посевной материал, после чего закрывают пробирку пробкой, предварительно проведя край пробирки над пламенем спиртовки. Пробку при этом обжигать не следует. Затем в пробирку со скошенным агаром вносят петлю с посевным материалом, опуская её до конденсата в нижней части среды, и зигзагообразным движением распределяют материал по скошенной поверхности агара. Вынув петлю, обжигают край пробирки и закрывают её пробкой. Петлю фламбируют в пламени горелки и ставят в штатив рукояткой вниз. Пробирки с посевами подписывают заранее, указывая дату посева, номер исследования и название культуры.

### Посев на плотные питательные среды (в чашке Петри)
Посевы «газоном» производят на плотную питательную среду в чашке Петри. Для этого, приоткрыв левой рукой крышку, петлёй или пипеткой наносят посевной материал на поверхность питательного агара по методу Дригальского. После инкубации посева появляется равномерный сплошной рост бактерий с разделением их на колонии. Идентификацию выделенных бактериальных культур проводят путём изучения морфологии бактерий, их культуральных, биохимических и других признаков, присущих каждому виду.
Колония — это видимое изолированное скопление представителей одного вида микроорганизмов, образующееся при размножении одной колониеобразующей единицы (КОЕ) на плотной питательной среде (на поверхности или в глубине её). Колонии бактерий разных видов отличаются друг от друга по своей морфологии, цвету и другим культуральным признакам.

## Культуральная дифференцировка микроорганизмов
Колонии различаются по величине, форме, цвету, консистенции, контуру края, структуре и характеру поверхности:
- по величине — крупные (диаметр более 4—5 мм), средние (2—4 мм) и малые (1—2 мм)
- по форме — круглые, розеткообразные, листовидные и т. д.
- по цвету, зависящему от пигмента — белого, ярко-синего, красного цветов и т. д.
- по консистенции — сухие, влажные, сочные, слизистые
- по поверхности — гладкие, морщинистые, исчерченные, плоские, выпуклые, плосковыпуклые, вдавленные
- по краю — с ровными, волнистыми, бахромчатыми краями
- по структуре — могут иметь аморфную, зернистую, волокнистую внутреннюю структуру
- в чистой культуре, выращенной на скошенном питательном агаре, характер роста может быть сухим, влажным, ползучим, складчатым, пигментированным

В жидкой питательной среде одни бактериальные культуры дают диффузное помутнение, другие характеризуются придонным, пристеночным ростом. Некоторые культуры образуют плёнки на поверхности среды, другие — осадок на дне пробирки.
Культивирование анаэробов значительно отличается от культивирования аэробов: так как атмосфера содержит значительное количество кислорода, для его удаления из среды применяют специальные техники посева, среды и анаэростат.